# クレージーキャッツの重大ニュース
『クレージーキャッツの重大ニュース』（クレージーキャッツのじゅうだいニュース）は、1965年から1969年まで日本テレビで放送された年末特別番組（バラエティ番組）である。ハナ肇とクレージーキャッツの冠番組。
クレージーがその年のニュースをコントで綴る、かつてフジテレビ系列で放送された『おとなの漫画』と同系列の番組で、同局継続中の『シャボン玉ホリデー』のスタッフが関っている。

## 正式タイトルの変遷
- 1965年：クレイジーキャッツ1965年重大ニュース'
- 1966年：クレイジーの1966年重大ニュース
- 1967年・1968年：クレージーキャッツ1967年（1968年）重大ニュース

## 放送日時
放送時間は全てJST）。
- 1965年12月25日（土曜）21:30 - 22:30（『日産スター劇場』内）
- 1966年12月24日（土曜）21:30 - 22:30（同上）
- 1967年12月31日（日曜）12:15 - 13:00
- 1968年12月29日（土曜）14:30 - 15:45

『日産スター劇場』は本来はドラマ枠であり、バラエティが放送されたのは当番組だけ。

## 出演者

### メイン
- ハナ肇とクレージーキャッツ
  - ハナ肇
  - 植木等
  - 谷啓
  - 犬塚弘
  - 桜井センリ
  - 安田伸
  - 石橋エータロー

### ゲスト
- 加賀まりこ（1965年）
- 玉川良一（1965年、1966年）
- 藤村有弘（1965年）
- 中尾ミエ（1965年、1966年、1967年）
- なべおさみ（1965年、1966年）
- 三木鮎郎（1965年、1966年）
- 恵とも子（1966年）
- 三上鉄子（1966年）
- ザ・タイガース（1967年）
- ほか

## スタッフ
- 作：河野洋、前川宏司、滝沢ふじお
- 構成：塚田茂
- 演出：秋元近史

## その後
- 最終放送から4年後の1972年12月17日には、同局放送中の『おかしなおかしな60分!』にクレージーが全員出演（独立した石橋は除く）し、「1972年重大ニュース」と銘打って再び行われた。